# Kluizekerk
De Kluizekerk is een kerk in de Belgische stad Lier, provincie Antwerpen, gewijd aan de heilige Gummarus van Lier. Het is een van de oudste sites in Lier. Anno 2020 is de kerk buiten gebruik en wacht ze op een nieuwe bestemming.

## Bouwgeschiedenis
Rond 1262 werd een kapel gebouwd ter ere van Sint-Gummarus die op deze plek een omgehakte boom terug heel gemaakt had met zijn riem.
Kortelings na de bouw van de kapel werd er een kluis bij aangebouwd en kwam Jan de Kluizenaar hier wonen. Na de bouw van deze kluis bij de kapel kreeg de kapel de naam "kluis" of Kluizekerk
In 1410 werd de oude kluis afgebroken en begonnen met de bouw van een kerk. In 1413 werd een beuk bijgebouwd en in 1419 werd het koor gebouwd. In 1469 werd een nieuwe kluis gebouwd en in 1479 werd een smeedijzeren boom met een beeld van Sint-Gummarus in de kerk geplaatst in het midden van het koor, daar waar het wonder van de afgezaagde boom had plaatsgevonden. De boom werd tijdens de woelige jaren van de godsdienstonlusten en beeldenstorm werd de boom door de Katholieken in het Heilig Geesthuis bewaard. Op 12 maart 1583 werd de boom teruggeplaatst in de Kluizekerk.
Tussen 1605 en 1613 werden meerdere verfraaiings- en herstellingswerken uitgevoerd In 1612 werden de Lierse Dominicanen eigenaar van de Kluizekerk nadat ze een akkoord gesloten hadden met de stad Lier over prediking en het aanbieden van ziekenzorg en onderwijs in ruil voor de Kluizekerk en het Sint-Annagodshuis. In 1660 werd het dak hersteld.
Door de Franse Revolutie en de definitieve inlijving door de Franse Republiek kreeg de geestelijkheid het moeilijk en werden uiteindelijk alle congregaties in 1790 opgeheven. Hierdoor werd ook de Kluizekerk te koop gesteld. De pater Thomas Claes wist uiteindelijk de kerk te verwerven in 1799. Pater Claes gaf aan dat de kerk nog altijd beschouwd moest worden als eigendom van de Dominicanen ,maar de orde der Dominicanen had Lier echter al verlaten en onderhandelingen om de Dominicanen terug te halen naar Lier mislukten.
Op 10 april 1837 verkocht pater Claes de kerk aan zijn twee neven Petrus Norbertus Claes en Kan Frans Claes. Een jaar later stierf pater Thomas Claes en werd Petrus Claes de opvolger van zijn oom Thomas. Petrus Claes liet vervolgens verschillende herstellings- en vernieuwingswerken uitvoeren aan de Kluizekerk en kreeg hierdoor in 1685 haar huidige toren die 56 meter hoog is.
In 1864 kwamen de Dominicanen terug naar Lier en na de dood van zowel Petrus Claes als Jan Claes begon er een proces over het bezit van de Kluizekerk tussen de erfgenamen van Petrus en Jan Claes en de Dominicanen. Uiteindelijk werd in 1881 een akkoord gesloten tussen beide partijen en namen de Dominicanen de kerk terug over van de erfgenamen voor de 49.500 frank. Zij voerden verschillende herstellingswerken uit in de loop der jaren. Tijdens de Eerste Wereldoorlog bleef de kerk ongeschonden, maar tijdens de Tweede Wereldoorlog werd de kerk zwaar beschadigd. Onder meer een vliegende bom die in de buurt van de kerk was gevallen zorgde voor schade.

## Omgeving
Naast de Kluizekerk ligt het Gebroeders Doxplein ter herinnering van de moord op de broers Dox die in 1964 tijdens de Simba opstand in Congo werden vermoord.
In de De Heyderstraat die uitkomt op de Kluizekerk heeft Felix Timmermans nog gewoond.

## Fotogalerij

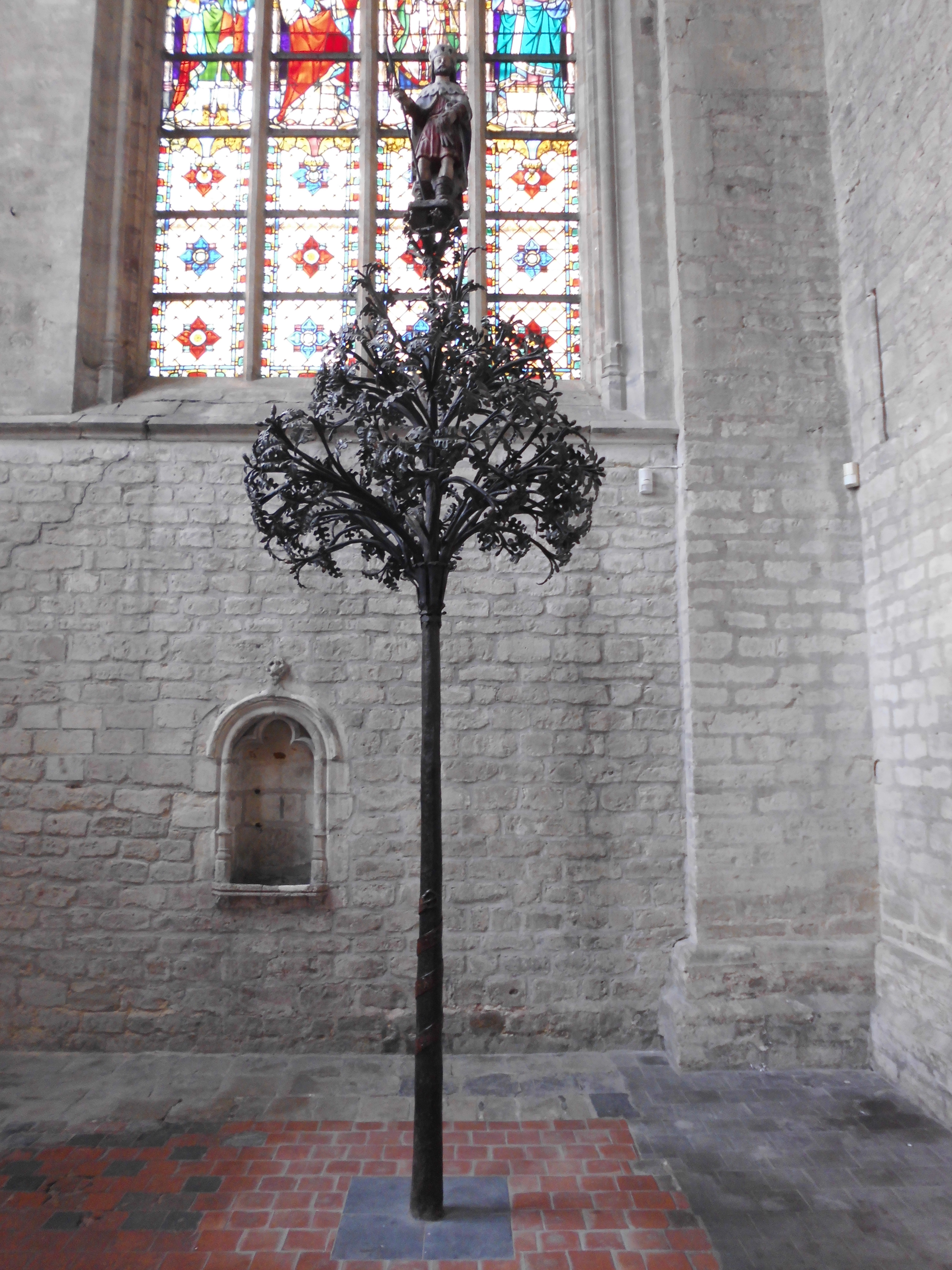
Smeedijzeren boom met een beeld van Sint-Gummarus bovenaan. De boom staat heden ten dage in de Sint Gummaruskerk
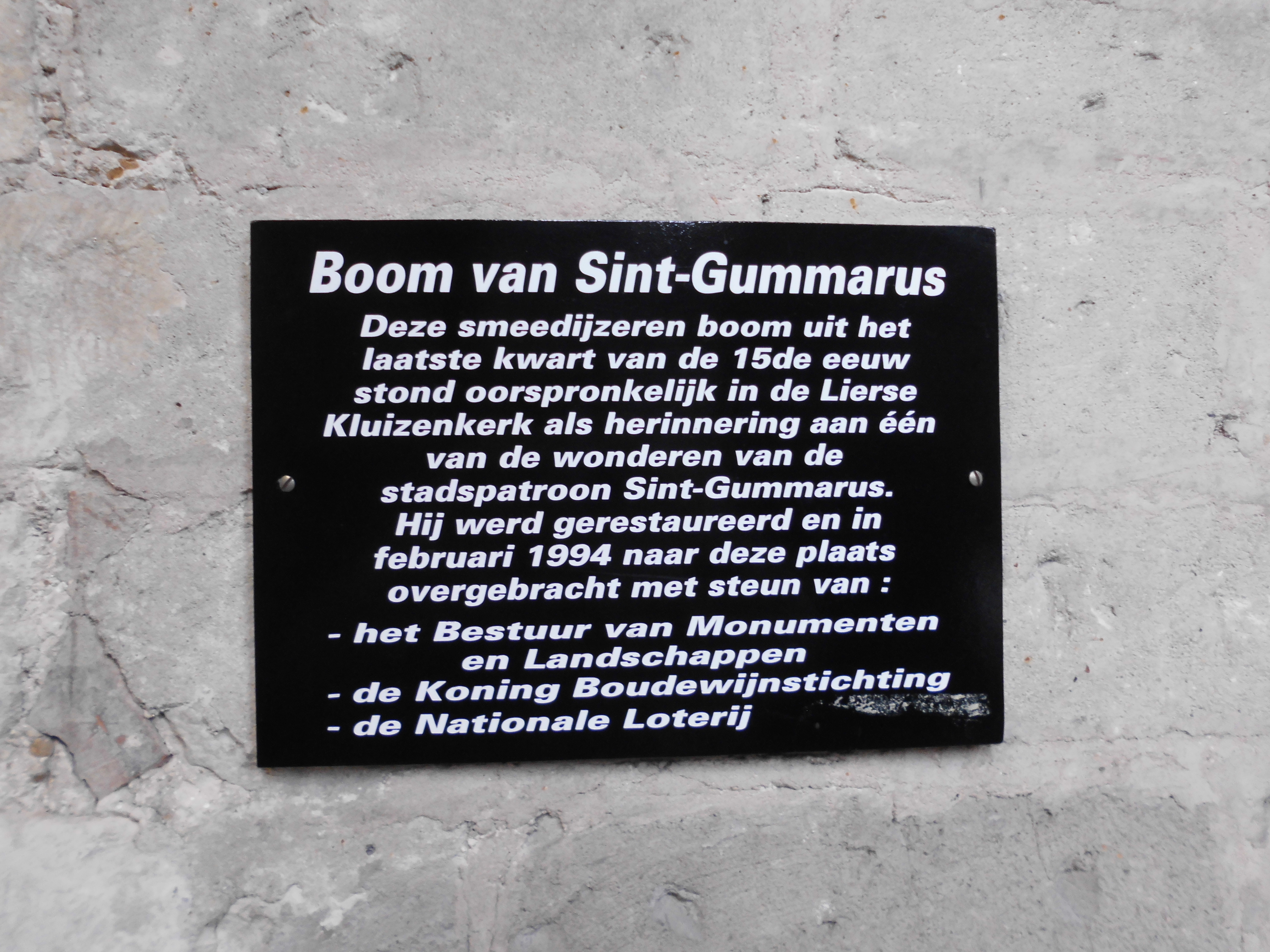
Bijschrift Sint-Gummarusboom
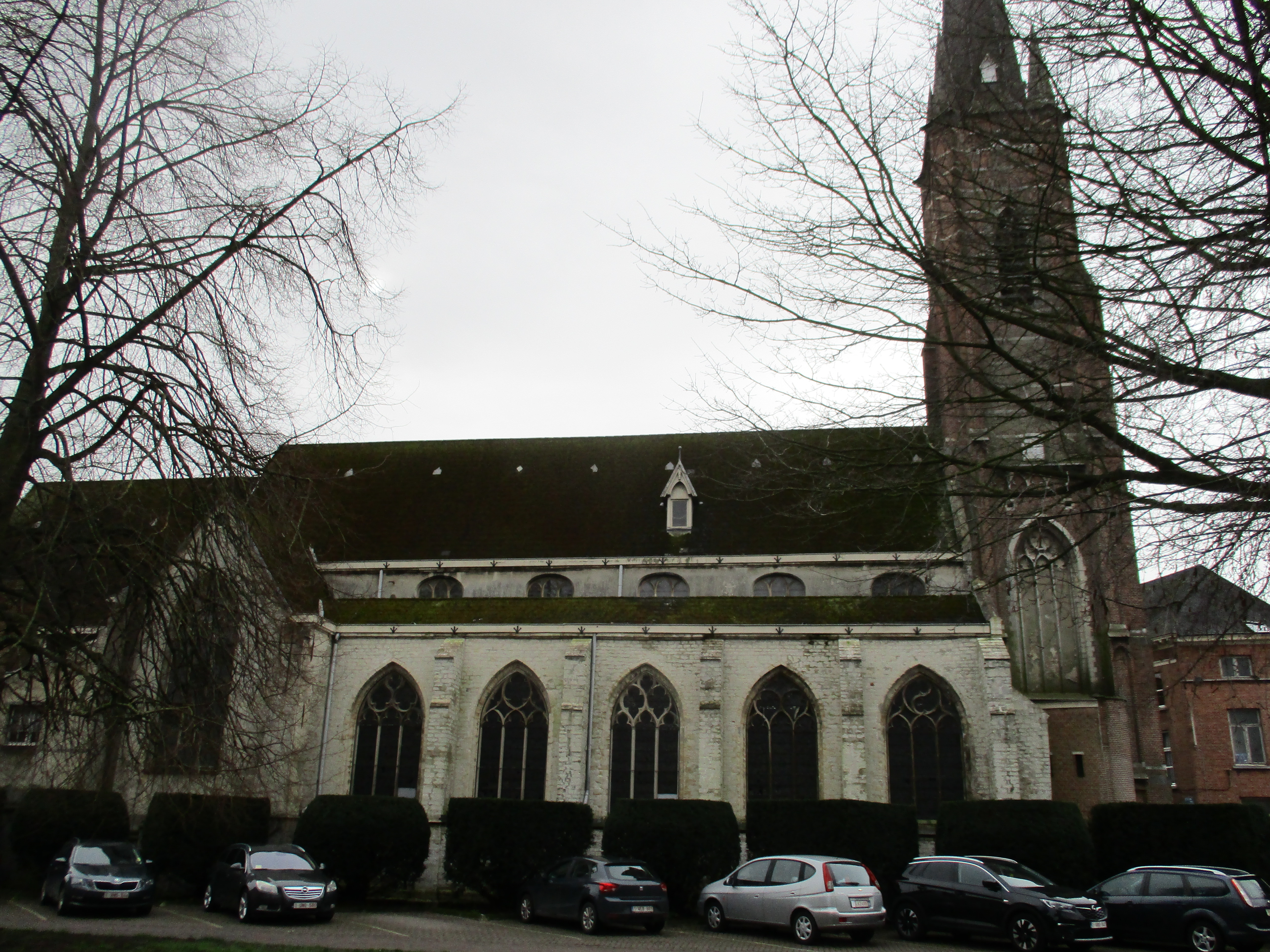
Kluizekerk zij-aanzicht
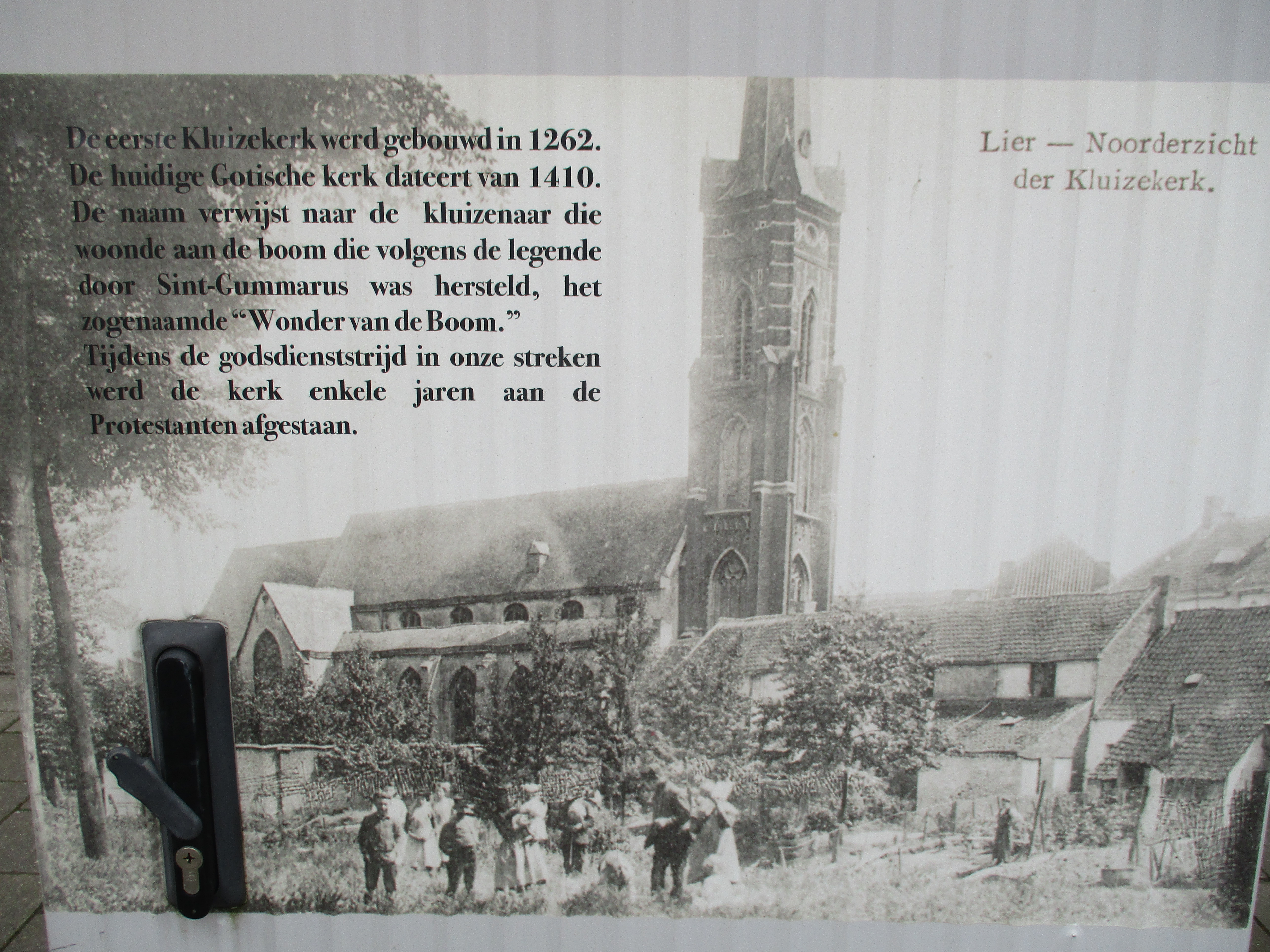
Info Kluizekerk
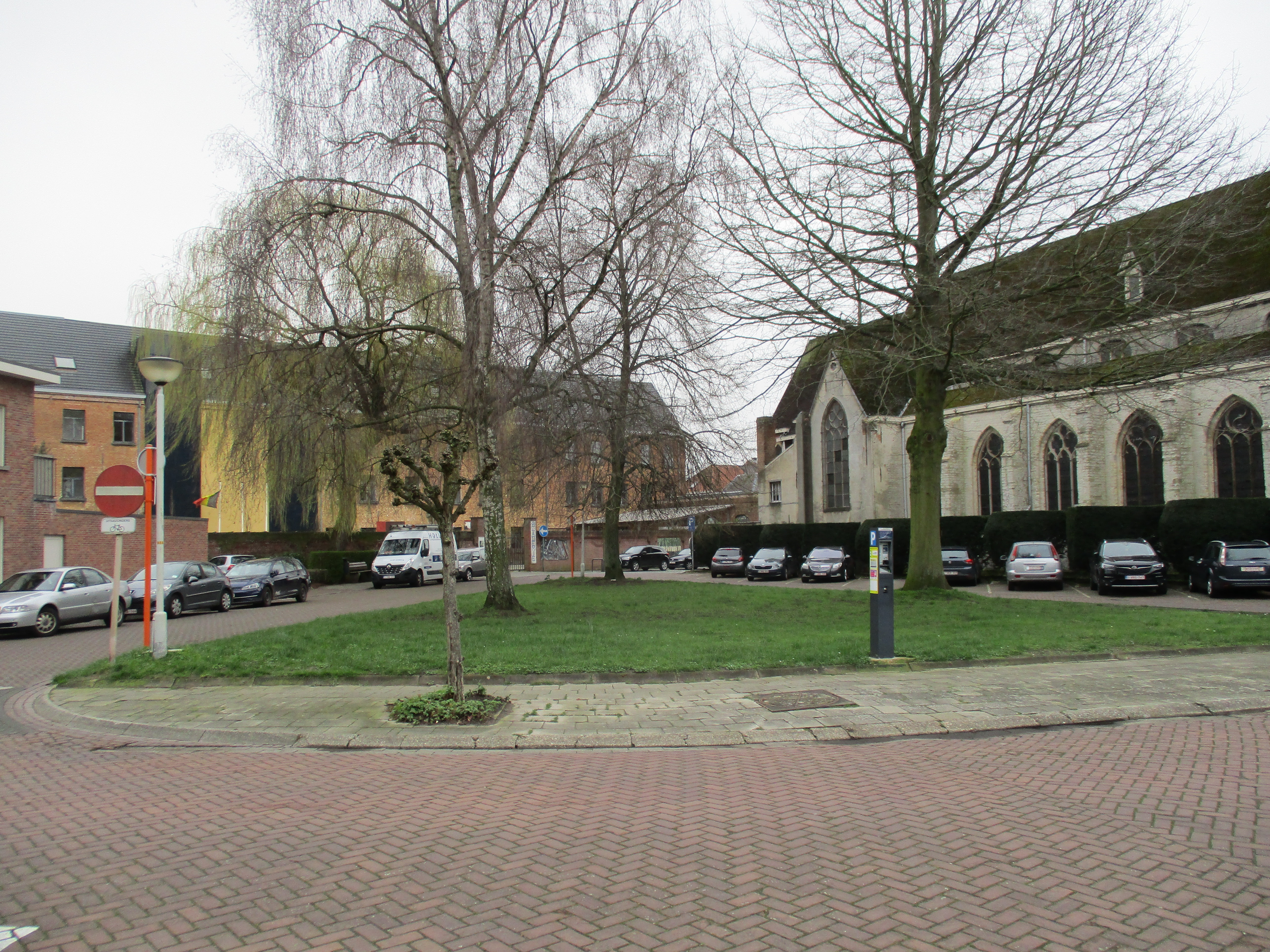
Gebroeders Doxplein te Lier
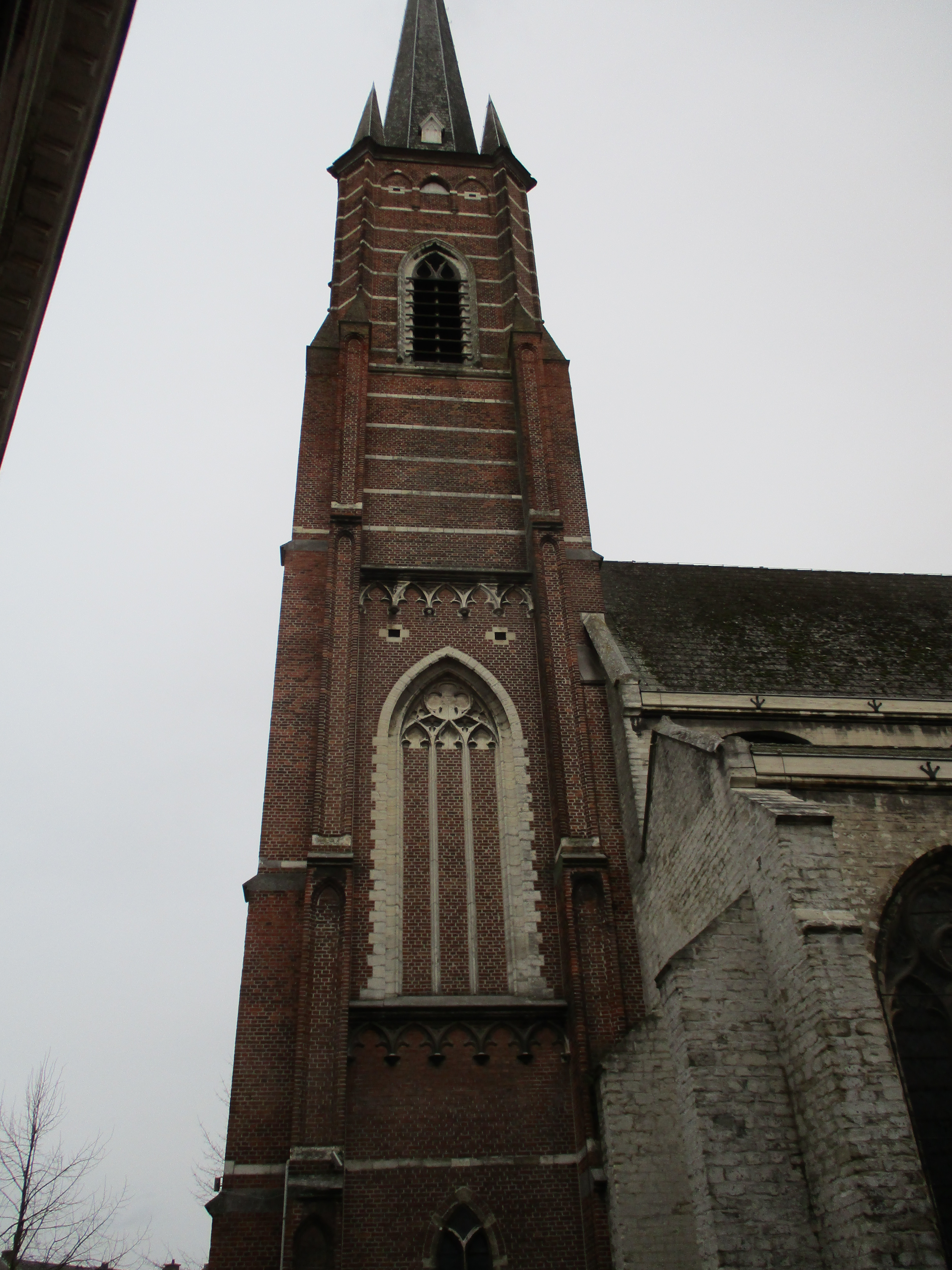
Zij-aanzicht toren kluizekerk